# Догон (стратегия ставок)
Догон — стратегия ставок, при которой размер каждой следующей ставки зависит от результата, достигнутого предыдущими ставками. Основная цель — возврат проигранных средств и получение некоторой прибыли. Частным случаем данной стратегии является стратегия мартингейл.
Для определения второй и последующих ставок при догоне, при условии, что все предыдущие ставки были проиграны, используется следующая формула:
{\displaystyle s_{n}={\frac {\left(x+\sum _{i=1}^{n-1}s_{i}\right)}{\left(k-1\right)}}}
где S — ставка, X — величина желаемого чистого выигрыша, если ставка будет успешной, K — коэффициент выигрыша по отношению к ставке

Пример. В данном случае делается ставка Против Lay исхода с коэффициентом 2,7:
1. + 4 — 6,8
2. + (4*2 + 6,8) — 25,16
3. + (4*3 + 6,8 + 25,16) — 74,7
4. + (4*4 + 6,8 + 25,16 + 74,7) — 208,6
5. …
При такой системе прибыль достигается от каждой ставки.
Данная стратегия не гарантирует прибыль, а, наоборот, требует наличия внушительного банка и, из-за своей неопределенности, может принести большие убытки. Неизвестно, сколько операций следует совершить, чтобы следующая ставка сыграла.
Обычно казино и букмекеры ограничивают максимальную ставку, и игрок, при длительной серии проигранных ставок, не сможет сделать ставку, чтобы покрыть убыток предыдущих, даже имея достаточный банк. Среди многих игроков бытует ложное мнение, что причиной такого ограничения является противодействие стратегии догона, тогда как эта стратегия сама по себе не наносит урона казино и букмекерам, а ограничения вводятся лишь для уменьшения рисков внезапных колебаний доходов в случае крупного выигрыша на высокую ставку вне всякой зависимости от стратегий.